# 森田尚希
森田 尚希（もりた なおき、1986年8月5日 - ）は、日本の元ラグビー選手。ジャパンラグビーリーグワン花園近鉄ライナーズの採用担当を務めている。

## プロフィール
- 京都府出身。
- ポジションはセンター(CTB)。
- 身長 176 cm、体重 88 kg
- ニックネームはナオキ。
- 関西代表に選ばれたことがある[1]。
- U19日本代表に選ばれたことがある[2]。

## 略歴
中学3年生からラグビーを始めた。なお中学2年まではサッカーをやっており、ガンバ大阪のジュニアユースに所属していた。当時のポジションはゴールキーパーで、同期にサッカー日本代表選手の東口順昭がいる。
2005年、啓光学園高校卒業後、同志社大学に入る。なお啓光学園高校時代に高校日本代表に選ばれたことがある。
2010年、同志社大学卒業後、近鉄ライナーズ(現・花園近鉄ライナーズ)に加入。同年9月4日に行われたジャパンラグビートップリーグ第1節のリコーブラックラムズ戦に途中出場で公式戦初出場を果たす。
2013年、近鉄ライナーズの副将に就任した。
2022年12月、現役を引退して花園近鉄ライナーズの採用担当に就任。